# 岩鼻二子山古墳
岩鼻二子山古墳（いわはなふたごやまこふん）は、群馬県高崎市綿貫町にあった古墳。形状は前方後円墳。綿貫古墳群を構成した古墳の1つ。現在では墳丘は失われている。

## 概要
| 古墳名         | 墳丘長 | 築造時期  | 史跡指定 |
| -------------- | ------ | --------- | -------- |
| 普賢寺裏古墳   | 61.2m  |           | なし     |
| 不動山古墳     | 94m    | 5c中-後半 | 市史跡   |
| 岩鼻二子山古墳 | 120m?  | 5c末      | （消滅） |
| 綿貫観音山古墳 | 97m    | 6c後半    | 国史跡   |

群馬県南部、井野川下流の右岸地域に築造された大型前方後円墳である。一帯では前方後円墳4基（綿貫観音山古墳・不動山古墳・普賢寺裏古墳・岩鼻二子山古墳（消滅））および円墳群が分布し、綿貫古墳群を構成する。1914年（大正3年）に旧陸軍岩鼻火薬製造所（現在は高崎量子応用研究所）の造成工事の際に削平されている。
墳形は前方後円形で、前方部を南方向に向けた。墳丘周囲には盾形周濠が巡らされるほか、中堤・外濠の存在も推定される。埋葬施設は砂岩製の刳抜式石棺で、棺身は長さ2.32メートル・幅0.92メートル・高さ0.545メートル、棺蓋は長さ2.47メートル・幅0.98メートル・高さ0.47メートルを測り、棺身には1対、棺蓋には2対の縄掛突起を付す。副葬品としては五神四獣鏡・鍬先・鉄斧・鉄鉾・鉄剣2・鉄刀13・石製刀子11・石製品片1等が伝わる。
築造時期は、古墳時代中期の5世紀末頃と推定される。綿貫古墳群は普賢寺裏古墳→不動山古墳→岩鼻二子山古墳→綿貫観音山古墳の順の築造と推定されており、一帯における5-6世紀代の有力豪族の存在を示唆する古墳の1つになる。

## 墳丘
地籍図から推定復元される墳丘の規模は次の通り。

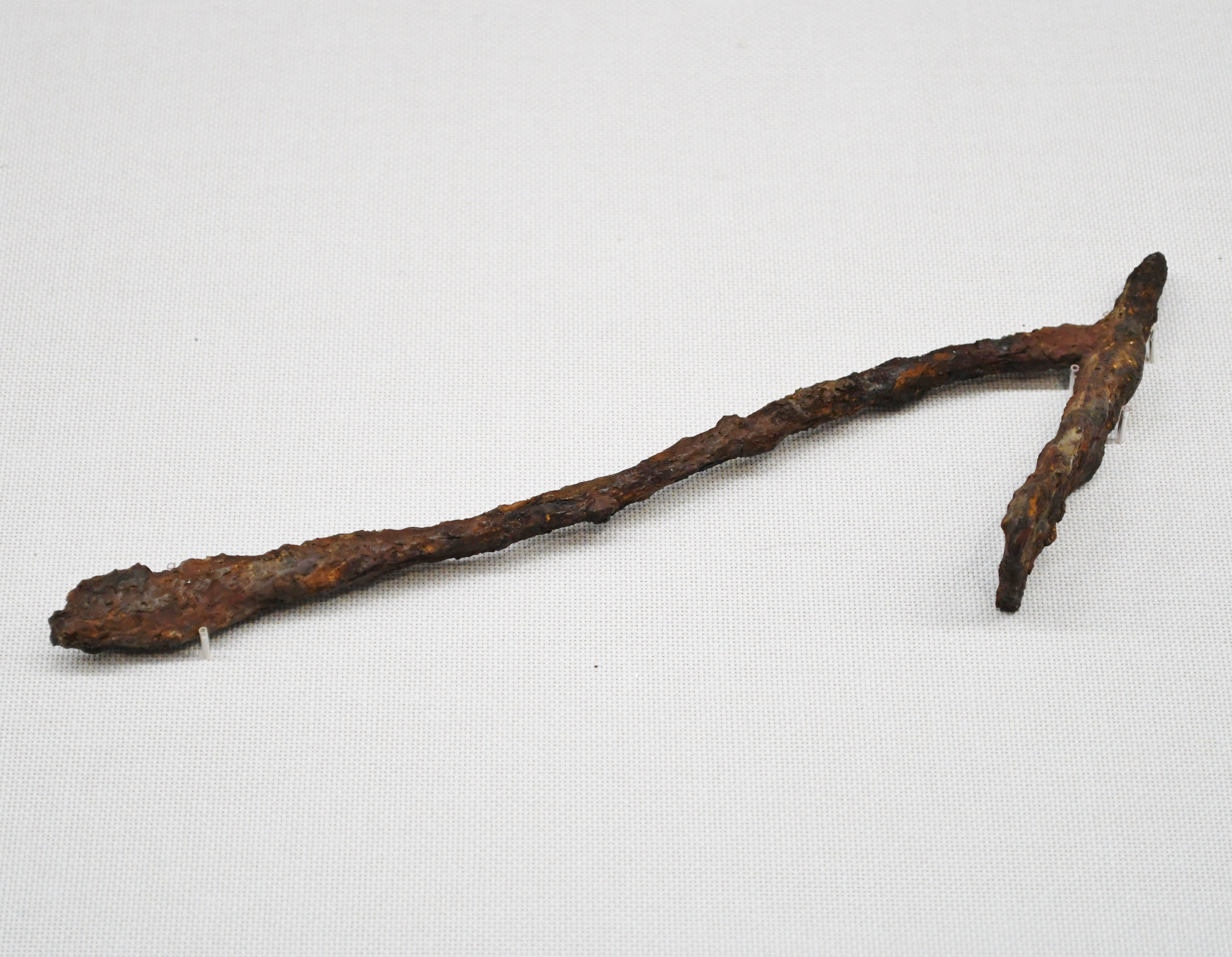
鉄柄斧 東京国立博物館展示。

- 墳丘長：120メートル
- 後円部 直径：68メートル
- 前方部 幅：72メートル

- 鉄柄斧
東京国立博物館展示。

## 関連施設
- 東京国立博物館（東京都台東区） - 岩鼻二子山古墳の石棺・出土品を保管。

## 関連文献
（記事執筆に使用していない関連文献）
- 『新編高崎市史』 資料編1 原始古代I、高崎市、1999年。
- 時枝務「失われた前方後円墳をめぐる近代史料 群馬県高崎市岩鼻二子山古墳の場合」『立正考古』第40号、立正大学考古学研究会、2000年、7-22頁。